# Podrašničko polje
Podrašničko polje je krško polje u Bosni i Hercegovini
Nalazi se u zapadnoj Bosni, zapadno od Mrkonjić Grada. Površina mu iznosi 17 km2. U polju ponire rječica Ponor čije vode se na površini ponovno javljaju kod Krupe na Vrbasu gdje se pod imenom Krupa ulijeva u Vrbas.
Kroz Podrašničko je polje prolazila rimska cesta ka Banjoj Luci.